# Габрієлла Чилмі
Габрієлла Лючія Чилмі (англ. Gabriella Lucia Cilmi; нар. 10 жовтня 1991, Мельбурн, Вікторія, Австралія) — австралійська попспівачка, авторка пісень та музична продюсерка. 2008 року випустила дебютний студійний альбом Lessons to Be Learned, який досяг другого місця австралійського чарту. У 2010 вийшов другий студійний альбом Ten; друга платівка перевела Чилмі у напрямок синті-поп та електропоп музики. Третій студійний альбом The Sting вийшов у 2013.

## Дискографія
- Lessons to Be Learned (2008)
- Ten (2010)
- The Sting (2013)

## Турне
Головні
- 2008 — Lessons to Be Learnt Tour
- 2014 — The Sting Tour

Як підтримка
- 2008 — Sugababes — Change Tour (певні дати)
- 2010 — Леона Льюїс — The Labyrinth (лише по Великій Британії)[7]

## Нагороди та номінації
| Рік  | Реципієнт             | Нагорода                          | Категорія                        | Результат    |
| ---- | --------------------- | --------------------------------- | -------------------------------- | ------------ |
| 2008 | Габрієлла Чилмі       | ARIA Music Awards                 | Best Female Artist               | Перемога     |
| 2008 | Lessons to Be Learned | ARIA Music Awards                 | Best Pop Release                 | Перемога     |
| 2008 | Lessons to Be Learned | ARIA Music Awards                 | Breakthrough Artist — Album      | Перемога     |
| 2008 | «Sweet About Me»      | ARIA Music Awards                 | Breakthrough Artist — Single     | Перемога     |
| 2008 | «Sweet About Me»      | ARIA Music Awards                 | Highest Selling Single           | Перемога     |
| 2008 | «Sweet About Me»      | ARIA Music Awards                 | Single of the Year               | Перемога     |
| 2008 | Габрієлла Чилмі       | Q Awards                          | Breakthrough Artist              | Номінація    |
| 2008 | Габрієлла Чилмі       | MTV Europe Music Awards           | Best New Act                     | У шорт-листі |
| 2009 | Габрієлла Чилмі       | BRIT Awards                       | International Female Solo Artist | Номінація    |
| 2009 | Габрієлла Чилмі       | Премія ЕХО                        | Best International Newcomer      | Номінація    |
| 2009 | Габрієлла Чилмі       | Sopot International Song Festival | Best Performer                   | Перемога     |
| 2010 | «On a Mission»        | ARIA Music Awards                 | Most Popular Australian Single   | У шорт-листі |